# Niels Hede Nielsen
 Der er flere personer med dette navn, se Niels Hede-Nielsen.
Niels Hede Nielsen (16. november 1879 – 1. december 1943 i Horsens) var en dansk virksomhedsgrundlægger.
Han voksede op i en landsmandsfamilie i Glud ved Horsens. Efter skoletiden kom han i købmandslære i Herning og arbejdede derefter nogle år i Frederikshavn, inden han blev rejsende agent for en cykelfabrik, der var hjemmehørende i Odense. 16. november 1906 etablerede Hede Nielsen i Hestedamsgade 15 sin første forretning, hvor han sammen med en barndomskammerat, I.Chr. Mikkelsen, oprettede Horsens Cykellager. Dette var begyndelsen til den store virksomhed Hede Nielsen A/S.
I det første årti supplerede de to kompagnoner hinanden, således at Hede Nielsen primært var rejsende sælger, mens Mikkelsen stod for forretningen. I 1913 udvidede Hede Nielsen med import af biler og under 1. verdenskrig voksede virksomheden og blev snart en af byens største. Bilhandelen blev ikke ved med at gå godt og måtte opgives på grund af store tab. 
I 1918 oprettede han Jydsk Iltfabrik, og et par år senere så Horsens Acetylgasfabrik dagens lys. På fabrikkerne blev der produceret komprimeret ilt og gas til brug ved den nye svejseteknik, som blev udbredt i denne periode. I 1928 startede Hede Nielsen en engrosafdeling for radio, som i løbet af få år udviklede sig til en egentlig produktionsafdeling af Herofon-radioer. Den ene søn, Ove Hede Nielsen, var manden, der skabte grundlaget for radioproduktionen. Slutteligt i 1933 blev Skandinavisk Rørfabrik føjet til listen af virksomheder.
Hede Nielsen var kendt for at have et naturligt handelstalent, en vældig foretagsomhed, dristighed i økonomiske dispositioner, fx da han købte Crome & Goldschmidts tidligere område til sin kommende fabrik, samt en levende interesse for sin tids mange tekniske nyskabelser. Hans mange rejser spillede en rolle i denne foretagsomhed. Han studerede cykelfabrikation i Tyskland, iltfabrikation i Sverige, rørproduktion i Nordamerika, Belgien og Tyskland. Før omkring 1920 fremstillede man typisk acetylengas på lokale små transportable gasværker, men Hede Nielsen begyndte for alvor princippet med at fylde gas på stålflasker, som kunne sendes tilbage og påfyldes, således at de hele tiden er i cirkulation.
Fra 1933 til sin død ejede han herregården Allinggård, som han brugte som feriebolig.
Hans to sønner Ove og Eigil Hede Nielsen overtog ledelsen af familievirksomheden.